# Alfredo Porzio
Alfredo Porzio (n. 31 august 1900, Buenos Aires, Argentina – d. 14 septembrie 1976, Buenos Aires, Argentina) a fost un boxer ce a reprezentat Argentina, medaliat olimpic. A participat la o ediție a Jocurilor Olimpice (1924) în care a câștigat o medalie de bronz.

## Participări
Lista de mai jos prezintă principalele competiții la care a participat Alfredo Porzio de-a lungul carierei.
- boxe aux Jeux olympiques d'été de 1924 – poids lourds hommes[*]